# Laura Leighton

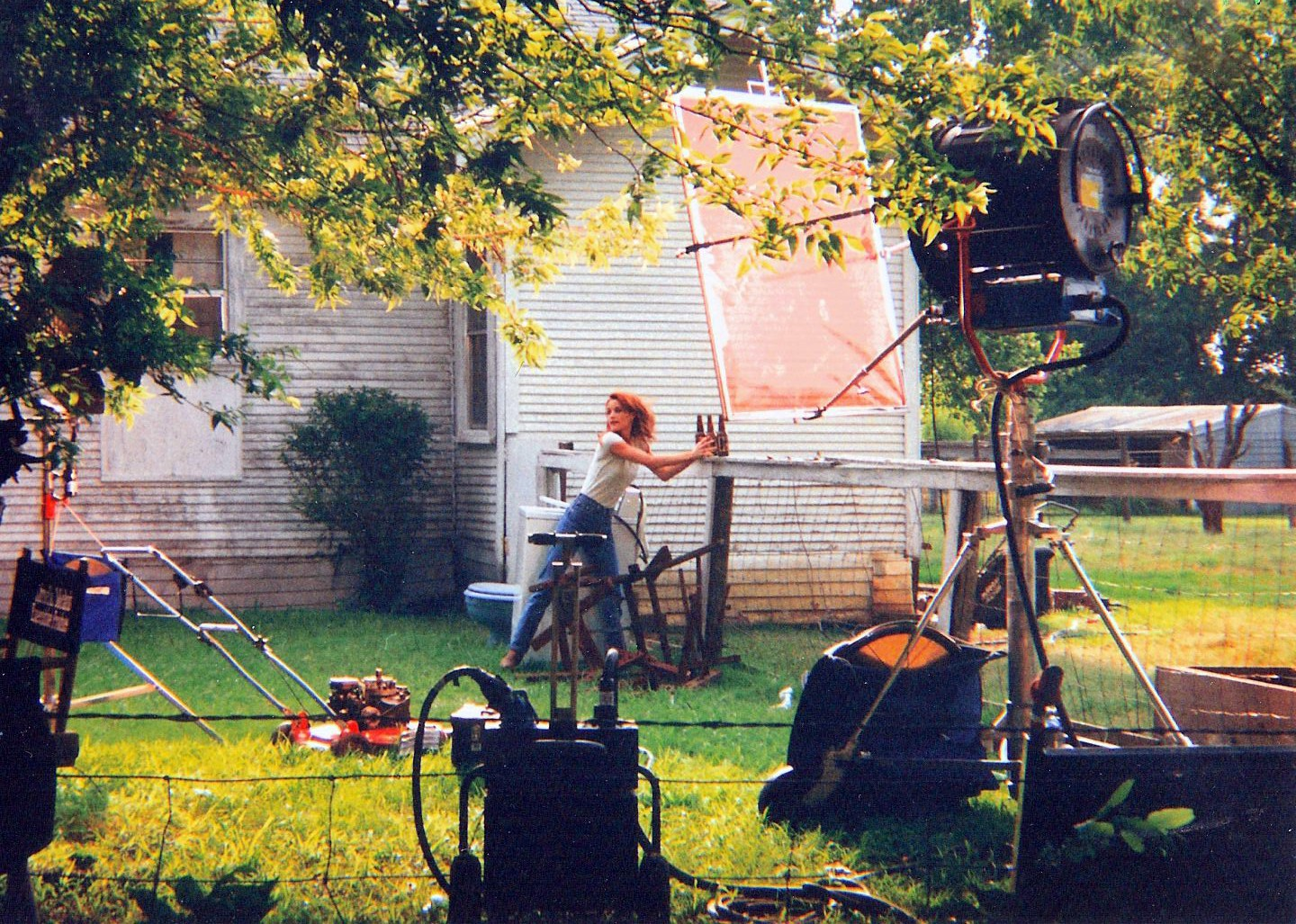
Laura Leighton under inspelningen av filmen In the Name of Love: A Texas Tragedy (1995)

Laura Leighton, född Miller 24 juli 1968 i Iowa City, Iowa, är en amerikansk skådespelerska.
Laura Leighton är mest känd för rollen som Sydney i TV-serien Melrose Place (1992–1997). Hon fick huvudrollen i filmen Shake, Rattle and Rock! (1994) men bröt sitt ben, och fick avstå. Sedan har hon även varit med i Pretty Little Liars, där hon spelar rollen som Ashley Marin.
Laura Leighton valdes till en av de 50 vackraste kvinnorna i världen av People magazine år 1996.